# 毛瑟C96手槍
毛瑟C96（德語：Mauser C96）是一種由毛瑟在1896年推出的半自動手槍，后经改进，推出了全自动和半自动可转换型。

## 歷史及設計
毛瑟C96最初是由德國毛瑟兵工廠的菲德勒三兄弟（Fidel、Friedrich、Josef Feederle）利用空閒時間所設計出來，後來与毛瑟兵工廠的老闆商定为职务发明以毛瑟為名申請了專利。毛瑟C96是德國毛瑟兵工廠於1895年12月11日申請的專利，次年正式開始生產。1939年毛瑟廠停止生產C96，截止共生產了約一百萬把毛瑟C96，而其它國家亦仿製了約數百萬把。

## 使用紀錄

### 德國
毛瑟兵工廠生產毛瑟C96一直希望讓德國軍隊能裝備此槍，但在投产的最初十余年间，因成本过高，未能取代当时德国制式手枪M1879帝国转轮手枪，不过在民用武器市场取得不俗的销量。後來，德國陸軍於一次大戰期間訂購了150,000把9毫米口徑俗稱“Red 9”的毛瑟C96以适用德军制式采用的9×19毫米帕拉貝倫彈，在戰爭結束前毛瑟兵工廠交付了137,000把給德國陸軍，而這也是德國陸軍正式裝備此槍的唯一記錄。

### 英國
毛瑟公司自1896年推出的C96後，在一年內就已吸引了許多英國的政府人員，軍官及民眾購買。在當時，C96在英國軍官中非常受歡迎，也有許多人私自購買。而毛瑟公司亦向英國的西利·理查茲公司供應C96以便轉售。可惜的是，第一次世界大戰爆發時，C96在英國軍隊中受歡迎的程度已下降。 

### 中国
毛瑟工廠前後生產100餘萬把C96，其中有70%銷往中國。在20世紀初期，中華民國當處在內戰時期，對軍火需求量大。1919年五四运动后，世界各国暂时对中国实行枪支禁运，但个人自卫用手枪不在禁运之列。同期因凡尔赛条约的限制，德国也只被允许生产个人自卫用手枪，枪管长度被限制在4英寸（100毫米）以下。因此，毛瑟公司便更改设计，推出98毫米短枪管版本C96并向中國积极推销。短管版的C96開始分兩個主要渠道流入中國，一是經過歐洲代理商──聯合公司賣給日本武器經銷商和貿易公司，然後由日本銷往中國，這一渠道在第二次中日戰爭爆發後中斷；二是通過上海的進出口貿易商將C96賣給中國。而C96亦成為各部隊軍官的首選槍種。
毛瑟C96射程远、装弹量大、射击精度不俗等一系列優點，在中国大陸赢得了极好的声誉。此枪也有多种仿制品在民國時期生产，國民革命軍於第二次中日戰爭時期亦曾經大量使用此槍。二战期间，由中国共产党控制的根据地甚至生产有外形与毛瑟C96相似，但内部结构、性能均相差极大的仿猎枪（俗稱“撅把子”、“单打一”、“獨一撅”）。除此之外，C96在中國也有“盒子砲”或“匣子槍”、“掃把柄”、“驳壳枪”、“快慢机”、“自来得”、“大镜面”等别称。
除此之外，中國工農紅軍和八路軍的軍官也曾選配C96。根據中國共產黨的官方文献，打响南昌起义的“第一槍”就是朱德所配的短管駁殼槍。
值得一提的是，當時德國人認為C96的後座力過大，以及在抛殼時彈殼會很容易彈到射手頭上，因此該槍在德軍中並不流行。而國民革命軍、中国共产党下属部队和各路軍閥卻把劣勢轉為優勢，使用了平放射擊動作/側握射擊（是指槍轉90度射擊，類似美國黑幫常用的“Gangster Stance”）。這樣一來彈殼既不會砸到自己，還能靠著後座力彈跳，以此來作戰術掃射。

## 型號

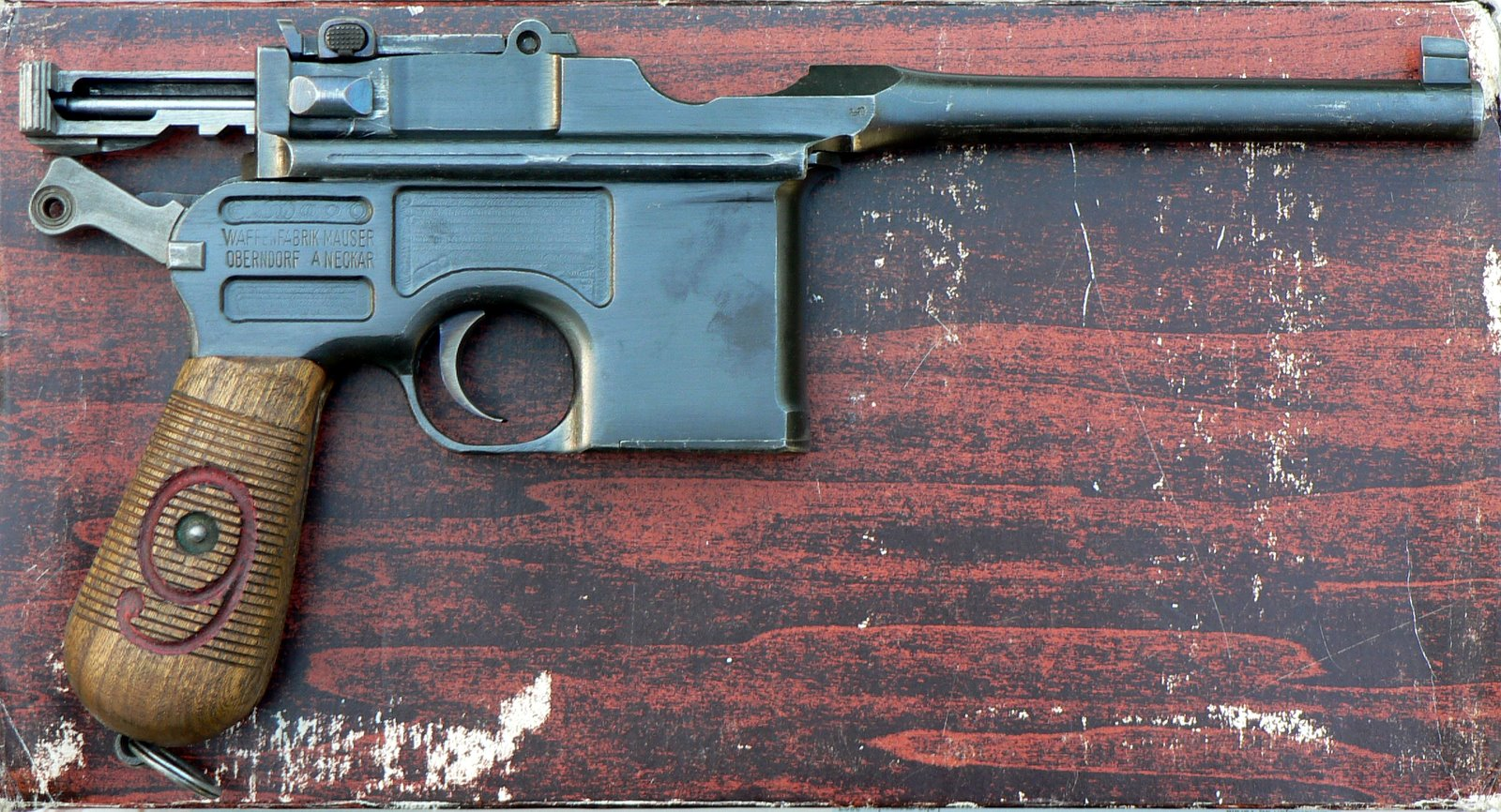
「紅色九號」

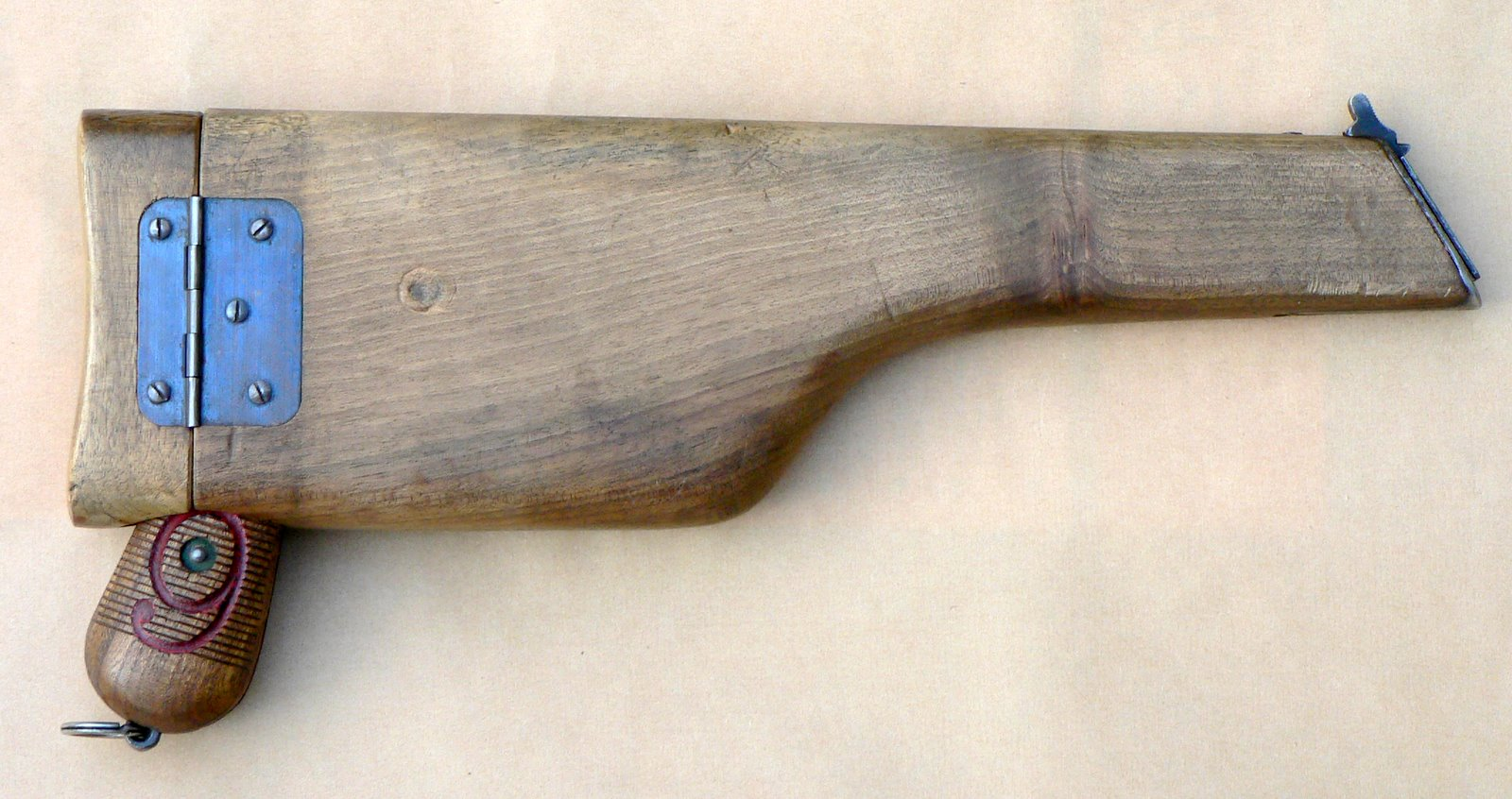
收進槍盒內的「紅色九號」

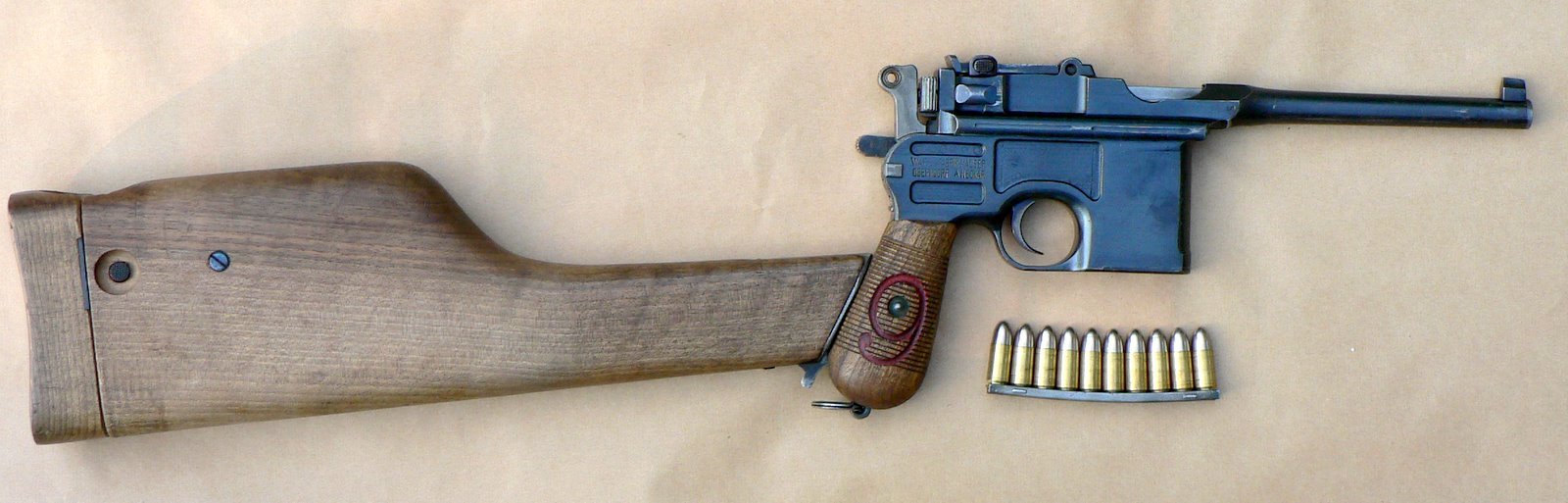
安裝槍托的「紅色九號」

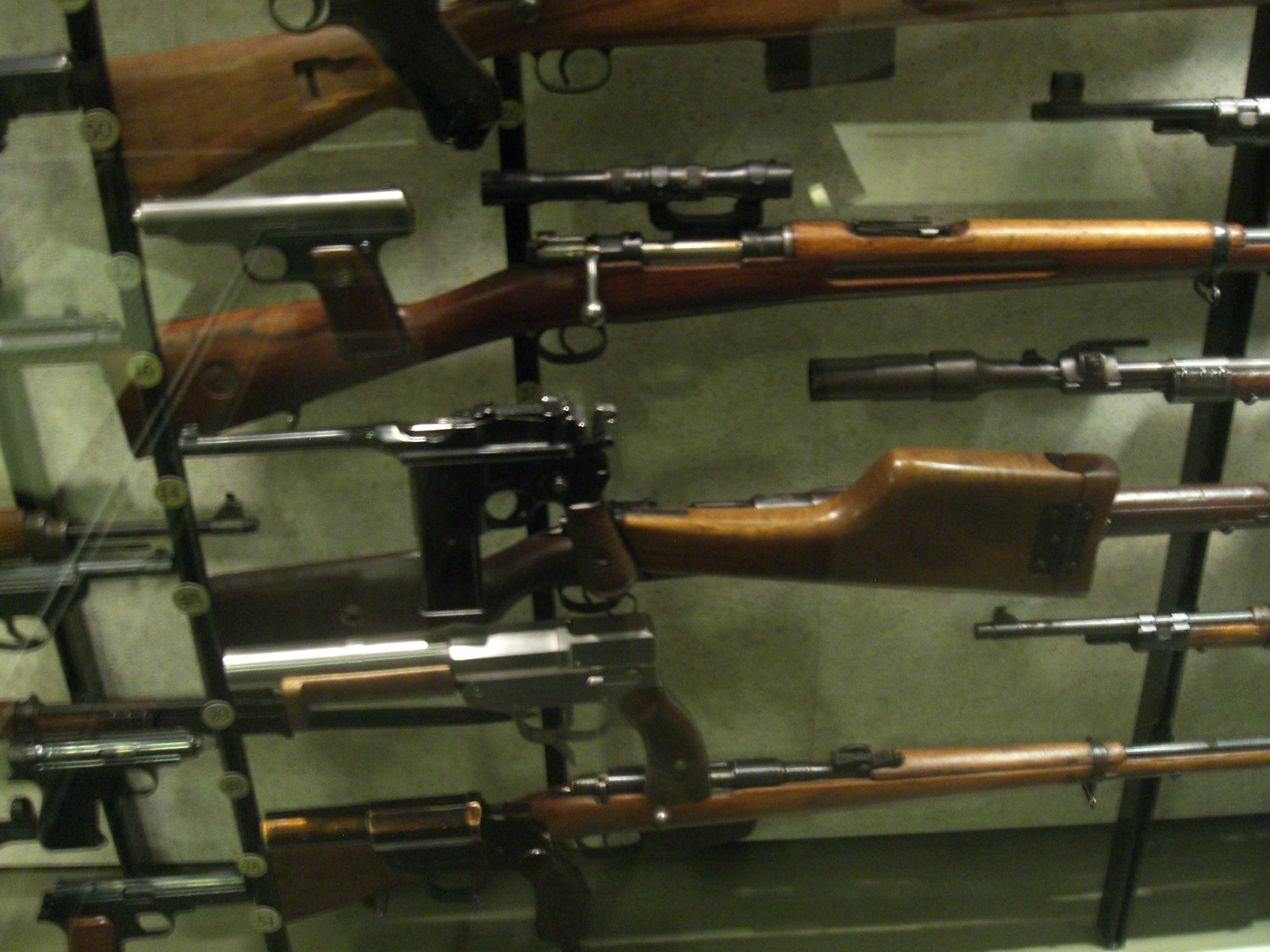
安裝槍托並使用20發彈匣的M712「速射型」

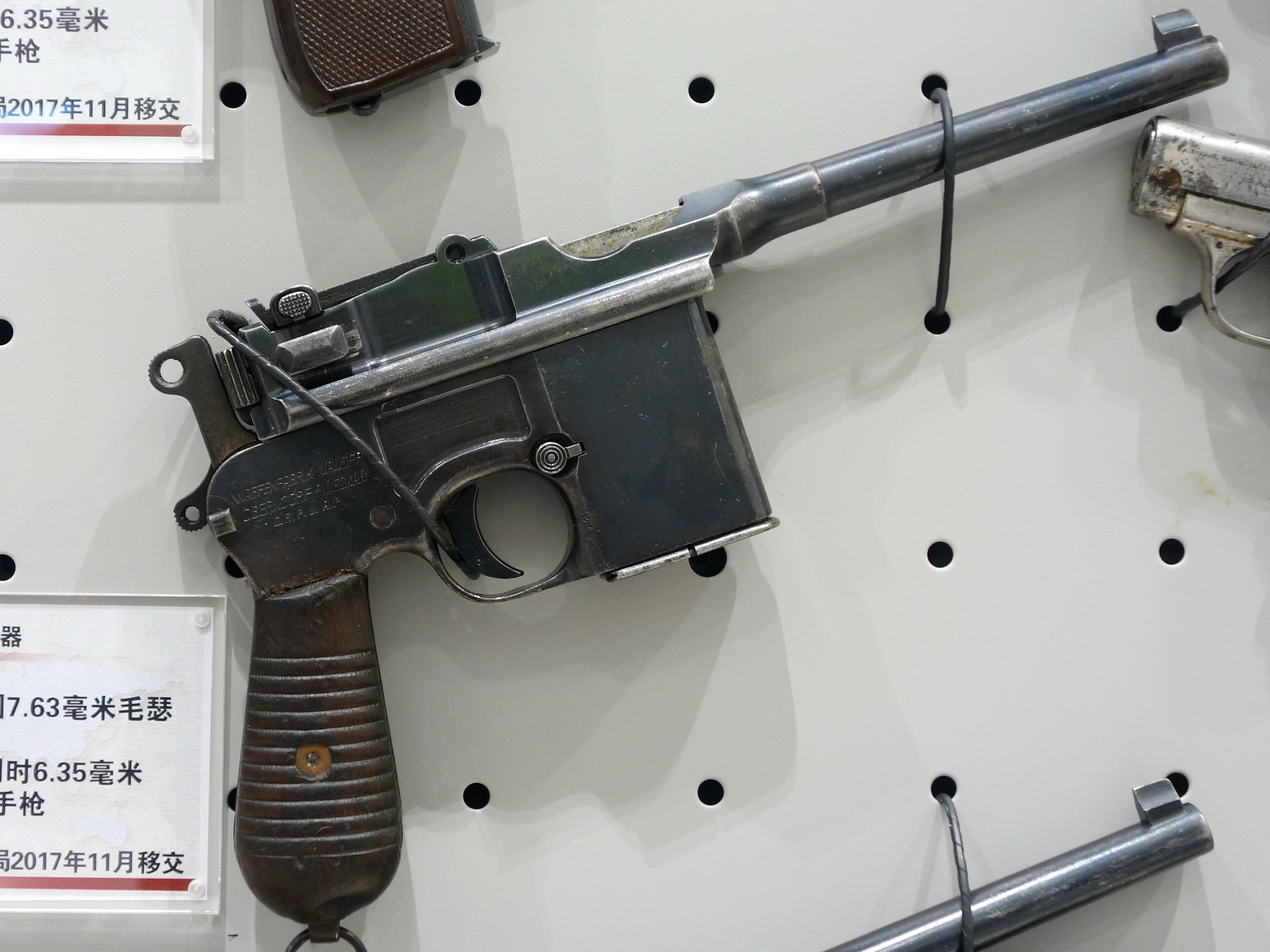
使用10發彈匣的M712「速射型」

### M1932/M712速射型
M1932/M712速射型（德語：M1932/M712 Schnellfeuer）是C96的衝鋒手槍版本。西班牙槍械生產商阿斯特拉在1927年至1928年起開始生產可全自動射擊的毛瑟手槍，並以可拆式彈匣供彈。阿斯特拉將這批手槍出口至遠東地區。後來毛瑟亦在1932年起自行生產自家正版的C96全自動“速射型”，其沒有官方型號名稱但廣泛被外界依慣例稱為M1932，亦有大量出口至中華民國及西班牙內戰後期的西班牙第二共和國。德意志國防軍在二戰時亦有少量裝備，並為其正式定名M712。
在美國於1934年執行的國家槍械法案中，毛瑟M1932速射型被歸類為機槍，進口美國時每把需付200美元稅金，可拆式彈匣供彈半自動型亦有出口至美國市場，在戰後依納粹德軍命名而取名M711。

### M1896騎兵卡賓槍
M1896騎兵卡賓槍（德語：M1896 Kavallerie Karabiner），為輕裝騎兵而設的卡賓槍改型，使用12吋（早期型）或15吋（後期型）槍管，但因不獲軍方採用及銷情不理想而在1899年停産。

### M1898卡賓手槍
M1898卡賓手槍（德語：M1898 Pistol Carbine）為把槍托與握把結合的卡賓槍型。

### M1916「紅色九號」
一戰期間，德意志帝國陸軍向毛瑟購買了150,000把9×19毫米口徑C96衍生型，但至一戰結束前只完成了約137,000把。與本為制式手槍的魯格P08作搭配，為了避免士兵誤用7.63毫米彈藥，這種9毫米口徑的C96在木制握把刻印了一個紅色的「9」字作記號，因此被稱為「紅色九號」。

### M1921截短型
德意志帝國在1919年簽署的凡爾賽條約中，限制了手槍槍管長度及口徑，為了順從條約，戰後的德國政府把一戰時的「紅色九號」槍管切短至只有4吋，並改名為M1920。
隨後毛瑟在1920至1921年亦有將此截短型作商業銷售，此型號裝有比「紅色九號」較小的握把，配3.9吋（99毫米）槍管，改用7.63×25毫米毛瑟手槍子彈，另有為了取代9×19毫米口徑及9×25毫米口徑出口型的8.15×25.2毫米毛瑟手槍子彈試驗型，但沒有推出。
毛瑟在1921至1930年量產7.63×25毫米口徑型，波羅的海地區的波蘭人、立陶宛人、白俄羅斯人及自由軍團皆有裝備，蘇俄布爾什維克政府（包括新紅軍）及初期的蘇聯在1920年代亦大量購買和裝備，多數派政府把此型號取名為「截短型」，其體積亦適合作隱藏式攜帶。

## 各國生產情形
由於簡單可靠易攜帶受當時各國青睞，故毛瑟C96手槍先後透過德國原廠授權或私下，在各國進行仿製。概況如下:
- 9 OBI

美國的Oyster Bay Industries推出了C96的可拆式彈匣改裝套件，改裝包括拆除機匣底版，供彈彈簧及加裝彈匣釋放鈕和相關部件，並對應其專門生產的10發或20發9毫米彈匣，新的9毫米口徑上機匣亦可對應Red 9及7.63毫米標準型C96上。
- Astra Model 900

西班牙Astra（Astra-Unceta y Cia）的仿制型名為Astra Model 900，設計與C96相似（包括木制槍托），但1942年前的版本沒有槍機鎖，Astra Model 900亦有出口至抗日戰爭前的中國，其餘則用於西班牙內戰及1940年至1943年的納粹德國。
- 晉造十七式

民國軍閥時期，山西省都督閻錫山在太原建立了兵工廠，閻錫山為其屬下部隊配備仿制的.45口徑的湯普森衝鋒槍，但其配備的仍為C96 7.63毫米口徑令後勤供應困難。閻錫山決定生產.45 ACP版本的C96，令後勤供應簡化，此型號在1929年起在太原兵工廠定名為「十七式」，槍身刻有「民国拾捌年晋造」及「壹柒式」標記。十七式配10發固定式彈倉，以兩個5發桥夹裝填。中華人民共和國建國後，由於口徑與所用武器不同，大部份十七式被作廢金屬熔掉，但仍有小數流到海外。
- 漢陽C96

漢陽兵工廠在1923年開始仿制毛瑟C96，發射7.63×25毫米毛瑟手槍子彈，約制造了13,000把。
- 八十式手槍

中国人民解放军針對基層軍官設計的手槍，仿M712 Schnellfeuer，握把使用64式手槍握把，使用7.62×25mm 51式手槍子彈，子彈容量分別為10、20發，可單發或全自動射擊，附加肩托有兩種，一般及附刺刀肩托。

## 使用國家

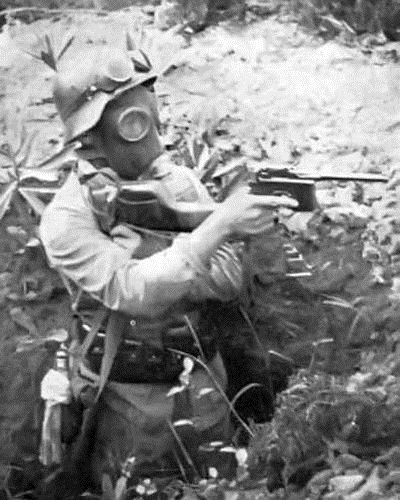
手持山西十七式的國民革命軍士兵

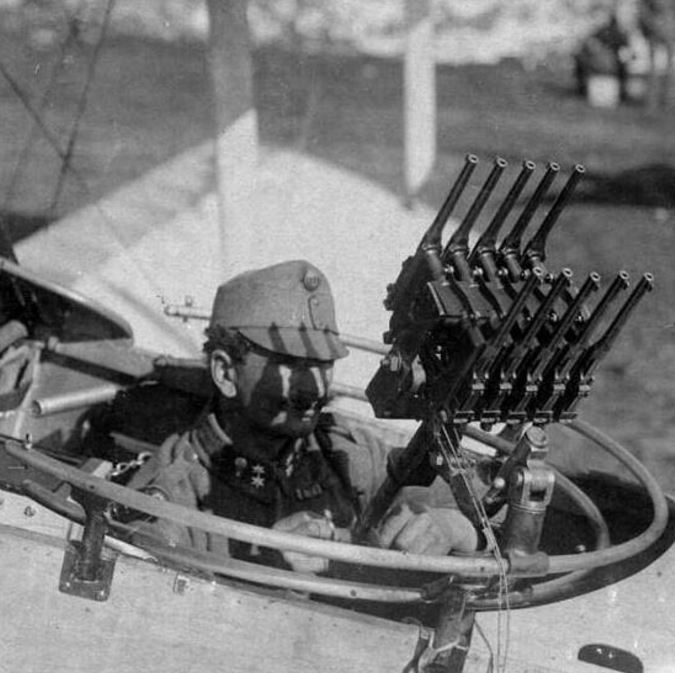
以毛瑟C96作防空武器使用的奧匈士兵

- 亞美尼亞
- 奥匈帝国[14][15]
- 玻利维亚
- 巴西
- 保加利亞王國
- 加拿大
- 大清
- 中華民國：大量進口及仿製[16]。
  - 北洋政府軍
  - 國民革命軍
  - 中華民國國軍
  - 中國工农红军
  - 八路军
  - 新四军
  - 地方軍閥
- 中华人民共和国：繳獲自中華民國國軍。
  - 中国人民解放军
  - 中國人民志願軍：韓戰期間使用。
  - 中華人民共和國人民警察
  - 中國民兵
- 捷克斯洛伐克
- 丹麦
- 衣索比亞
- 芬兰
  - 芬蘭國防軍：於芬蘭內戰和二戰期間使用。[17]
- 德意志帝國
  - 德國陸軍：一戰期間裝備了137,000枝「Red 9」衍生型。
- 魏瑪共和國
- 納粹德國
  - 空中力量：於二戰期間裝備了8,000枝「Schnellfeuer」衍生型。另外也從西班牙購買了數千枝Astra Model 900及903衍生型。
  - 武裝黨衛隊
- 冰島
- 印度尼西亞
- 義大利王國
- 大日本帝国：在第二次中日戰爭期間大量繳獲。
  - 日本軍：命名為“毛式大型手槍”。
  - 日本警察
- ：韓戰期間使用。
  - 朝鮮人民軍
- 马来西亚
- 墨西哥
- 蒙古人民共和国
  - 蒙古人民軍
- 荷蘭
- 挪威
- 奥斯曼帝国
  - 奥斯曼帝國陸軍（英语：Ottoman Army）：於1897年從德國購買了1,000枝。
- 菲律賓
- 波蘭第二共和國
- 葡萄牙
- 俄羅斯
  -  俄罗斯帝国
  -  俄罗斯苏维埃联邦社会主义共和国：於1920年從德國購買了「Bolo」衍生型。
  -  苏联
    - 蘇聯紅軍：於1930年開始被TT手槍所取代。

  -  俄羅斯：被列為“奬勵武器”。
- 西班牙第二共和國
- 土耳其
- 乌克兰
- 英国
  - 英國武裝部隊：許多軍官在一戰前私下購買了C96。
- 越南民主共和国：法越戰爭及越南戰爭期間使用。
  - 越南人民軍
- 也门王国
- 南斯拉夫王國

## 流行文化
毛瑟C96同時出現在許多國家的電影、電視劇和文藝作品當中，亦因該槍曾一度流行於中國境內而令幾乎每部與北伐戰爭、抗日戰爭和國共內戰有關的影視作品都會出現它的身影。
以下是部份出現毛瑟C96及其衍生型的作品

### 電影
- 系列：作品中登場的「BlasTech DL-44 Heavy Blaster Pistol」是以毛瑟C96為原型。
- 2009年—《刺客聯盟》：型號為毛瑟M712速射型，20發彈匣，史隆（摩根·費里曼飾演）於電影尾段所持有的武器（沒有開火）。
- 2010年—《讓子彈飛》：型號為毛瑟C96和漢陽C96，為電影內最普遍出現的手槍。
- 2011年—《福爾摩斯：詭影遊戲》：型號為毛瑟M712速射型，10發彈匣，奇怪地會於1891年出現，由夏洛克.福爾摩斯（小勞勃·道尼飾演）從詹姆斯·莫里亞蒂教授的軍火庫當中奪取並使用。
- 2016年—：為毛瑟C96，林季鎮（李凡秀飾演）的隨身武器。

### 電子遊戲
- 1997年—：命名為「9毫米毛瑟」。
- 1998年—《2》：命名為「9毫米毛瑟」。
- 2004年—：角色EVA的配枪，型号为山西十七式。
- 2005年—《越共2（英语：Vietcong 2）》：型號為毛瑟C96。
- 2005年—《4》：型號為毛瑟C96 Red 9型，配有木製槍托。
- 2005年—：型號為毛瑟M712速射型，20發彈匣，為德意志國防軍坦克殺手兵所用配槍。
- 2006年—：可在任务“好戏落幕”中拿取，9发弹匣，被命名为“真正的一战手枪”（和演员使用的“道具一战手枪”相区分），归类为手枪。
- 2007年—《絕對武力Online》：型號為毛瑟M712速射型，10發彈匣，奇怪地發射9×19公釐帕拉貝倫彈並被命名為「毛瑟C96」。
- 2007年—《榮譽勳章：空降神兵》：命名為C96 "Broomhandle" Mauser，可以隨著經驗的累積，升級成為M712速射型。
- 2008年—《3》：型號為山西十七式。
- 2012年—《II》：型號為毛瑟M712速射型，只於殭屍模式登場，有著科幻的外觀，只能半自動射擊，命名為「Mauser C96」。
- 2013年—《2》：型號為C96（預設），命名為"Broomstick" ，以10發彈夾條供彈，可購買雙持使用，可在黑市購買後並另外花費改裝。
- 2014年—《英雄與將軍》：型號為毛瑟C96 Red 9型。
- 2014年—《4》：型號為毛瑟M712速射型，命名為「M-712」，奇怪只能半自動射擊和彈匣容量只有8發。
- 2014年—《死亡扳機2》：型號為毛瑟C96。
- 2015年—《III》：型號為毛瑟M712速射型，只在殭屍模式中登場，命名為「Mauser C96」。
- 2016年—《戰地之王》：命名為Mausar C96 MP 德軍總部 配有木製槍托，有全自動模式，以110紅票販賣 。
- 2016年—《1》：登場型號為毛瑟C96、毛瑟C96卡賓槍型和M1917戰壕卡賓槍。
  - 毛瑟C96命名為“C96”，載彈量10發。單人模式中由英國陸軍坦克兵丹尼爾·愛德華茲所使用。聯機模式中為醫療兵專用配槍。
    - 奇怪的是，在未打空彈倉之時重新裝填期間玩家角色會省略打開槍栓的動作（槍栓會自動如“空倉掛機”般向後鎖定）直接把子彈逐枚塞進供彈口內，然後再拉動槍栓拉柄上膛。

  - 毛瑟C96卡賓槍型作為主武器登場，命名為“C96（卡賓槍）”，載彈量20發。單人模式中由奥斯曼帝國軍士兵所使用。聯機模式中為坦克兵和飛行員專用武器。
    - 奇怪的是，在未打空彈倉之時重新裝填期間玩家角色會於没有打開槍栓的情況下直接把子彈逐枚穿過槍栓塞進供彈口內，然後才拉動槍栓拉柄上膛。而即使在空倉重新裝填期間也會直接把橋夾穿過槍栓裝填。

  - M1917戰壕卡賓槍為資料片“力挽狂澜”新增武器，同樣作為主武器登場。以40發可拆式彈匣供彈，為突擊兵專用武器。
- 2017年—：型號為M712速射型，奇怪的沒有射擊選擇桿，命名為“機關手槍”，使用10發彈匣（使用“延長彈匣”時會改用20發彈匣但只裝填15發）供彈，全自動射擊，但射速比真槍要低。
- 2017年—《恥辱之日（英语：Day of Infamy (video game)）》
- 2018年—《2》：游戏内称为"毛瑟手枪"。
- 2018年—《4》：只在殭屍模式中出現。型號為C96卡賓槍型，奇怪地被描繪為全自動射擊並以可拆式彈匣供彈，而且還被歸類為衝鋒槍。
- 2018年—《5》：登場型號為M1917戰壕卡賓槍，命名為“戰壕卡賓槍”，作為主武器登場。以40發可拆式彈匣供彈，為偵察兵專用武器。
- 2018年—《Cytus II》：在遊戲動畫中，ConneR的手槍原型為現實中的毛瑟C96手槍
- 2021年—《決勝時刻：先鋒》：型號為M712速射型，奇怪的沒有射擊選擇桿，命名為“機關手槍”。
- 2021年—《蔚藍檔案》：火宮千夏的固有武器「Support Pointer」原型。
- 2021年—《應徵入伍》：德國和蘇聯陣營的手槍欄位武器。
- 2023年—《生化危機4 重製版》：被命名為「Red 9」，配有木製槍托。

### 動畫
- 2000年—《人狼 JIN-ROH》：由首都圈治安警察機構所使用。
- 2006年—：型號為毛瑟M712速射型，20發彈匣，由羅敦「巫師」所使用（不曾開火），會雙持。
- 2008年—《強襲魔女》：型號為M712速射型，由宮藤芳佳所使用。
- 2009年—《幽冥特工》：型號為C96，裝上木製槍托，由尼奧所使用。
- 2019年—《魯邦三世 THE FIRST》：型號為C96，為第三帝國的名槍，由傑洛特所使用。

### 漫畫
- 2010年—《呆萌蠢戰線 -魔女瓦西卡的戰爭（日语：靴ずれ戦線 -魔女ワーシェンカの戦争-）》：為M712速射型，“廢墟中的魔女”迪克·貝塔的配槍。
- 2018年—《進擊的巨人》：由瑪雷帝國軍和艾爾迪亞帝國軍所使用。

## 外部連結
- 舊情綿綿-閒話盒子炮 （页面存档备份，存于）
- （英文）—Modern Firearms-毛瑟C96 （页面存档备份，存于）
- Chinese C96 "Wauser" Broomhandle （页面存档备份，存于）